# 1632
Реформація •  Епоха великих географічних відкриттів •  Ганза •  Нідерландська революція •  Річ Посполита •  Запорозька Січ

## Геополітична ситуація
Османську імперію очолює Мурад IV (до 1640). Під владою османського султана перебувають Близький Схід та Єгипет, Середземноморське узбережжя Північної Африки, частина Закавказзя, значні території в Європі: Греція, Болгарія і Сербія. Васалами османів є Волощина та Молдова.
Священна Римська імперія — наймогутніша держава Європи. Її територія охоплює, крім німецьких земель, Угорщину з Хорватією, Богемію, Північну Італію. Її імператором є Фердинанд II з родини Габсбургів (до 1637). Фердинанд III Габсбург — король Угорщини. На території імперії триває Тридцятирічна війна.
Габсбург Філіп IV Великий є королем Іспанії (до 1665) та Португалії. Йому належать Іспанські Нідерланди, південь Італії, Нова Іспанія, Нова Гранада та Нова Кастилія в Америці, Філіппіни. Португалія, попри правління іспанського короля, залишається незалежною. Вона має володіння в Бразилії, в Африці, в Індії, на Цейлоні, в Індійському океані й Індонезії.
Північ Нідерландів займає Республіка Об'єднаних провінцій. Король Франції — Людовик XIII Справедливий (до 1643). Королем Англії є Карл I (до 1640). Король Данії та Норвегії — Кристіан IV Данський (до 1648), королева Швеції — Христина I (до 1654). На Апеннінському півострові незалежні Венеціанська республіка та Папська область.
Королем Речі Посполитої, якій належать українські землі, став Владислав IV Ваза (до 1648). На півдні України існує Запорозька Січ.
Царем Московії є Михайло Романов (до 1645). Існують Кримське ханство, Ногайська орда.
В Ірані правлять Сефевіди.
Значними державами Індостану є Імперія Великих Моголів, Біджапурський султанат, султанат Голконда, Віджаянагара. У Китаї править династія Мін, маньчжури утворили династію Пізня Цзінь. У Японії триває період Едо.

## Події

### В Україні
- Об'єднанням Києво-Печерської лаври з Київською братською школою утворено Києво-Могилянську колегію.
- Козацьким гетьманом обрано Андрія Діденка

### У світі

Битва під Лютценом.

- Османський султан Мурад IV позбувся опіки матері й почав самостійне правління.
- 8 листопада, по смерті Сигизмунда III Вази, королем Речі Посполитої обрано його сина Владислава IV Вазу.
- Розпочалася Смоленська війна між Московією та Річчю Посполитою.
- Матей Басараб став воєводою Волощини.
- Тридцятирічна війна:
  - У березні шведські війська увійшли в Баварію.
  - 15 квітня шведи здобули перемогу над військом Тіллі в битві на річці Лех.
  - Імператор Фердинанд II Габсбург повернув командування військами Альбрехту Валленштейну.
  - 30 квітня імперський полководець Йоганн Церклас Тіллі помер від ран.
  - У травні шведи захопили Мюнхен.
  - 22 травня Валленштейн відбив Прагу в саксонців.
  - 9 вересня шведські війська зазнали поразки в битві поблизу Альте Весте.
  - 16 листопада відбулася битва під Лютценом між шведськими та габсбурзькими військами, в якій шведи отримали перемогу попри загибель короля Густава II Адольфа.
  - 17 листопада помер від ран імперський полководець Готфрід Генріх Паппенгейм.
- 17 листопада королевою Швеції стала Христина, 6-річна донька Густава II Адольфа і Марії Елеонори Бранденбурзької.
- У Вісімдесятирічній війні Фрідріх Генріх Оранський відбив у іспанців кілька міст і після двомісячної облоги взяв Маастрихт.
- Імператором Ефіопії став Фасілідес. Він одразу ж повернув офіційний статус Ефіопській православній церкві.
- За Сен-Жерменським договором місто Квебек повернулося до французів після того як англійці захопили його 1629 року.
- Англійці заснували колонію на Антигуа і Барбуда.
- Хартією англійського короля Карла I засновано колонію Меріленд в Північній Америці.
- Засновано місто Якутськ.
- Маньчжури здобули перемогу над монголами.

### Наука
- Галілео Галілей публікує «Діалог стостовно двох головних систем світу».
- Засновано Тартуський університет.

## Народились
Див. також Категорія:Народились 1632
- 20 жовтня — Крістофер Рен, англійський математик, астроном, архітектор

## Померли
Див. також Категорія:Померли 1632
- 14 березня — Токуґава Хідетада, другий сьоґун сьоґунату Едо.
- 30 жовтня — в Тулузі за наказом французького короля Людовика XIII і першого міністра Рішельє засуджений судом до смерті і жовтня страчений Генріх II, герцог де Монморансі
- 16 листопада — під час Тридцятирічної війни у битві під Лютценом, проти полководця Священної Римської імперії Альбрехта Валленштейна загинув 38-річний шведський король Густав II Адольф